# Ólafur
Ólafur ist ein isländischer männlicher Vorname.

## Bedeutung und Verbreitung
Ólafur ist eine isländische Variante des Namens Olaf und etymologisch verwandt mit dem Namen Oliver. Der Name gehört zu den am weitesten verbreiteten in Island. Im Jahre 2012 war es der fünfthäufigst gewählte isländische Name nach Gunnar und vor Einar.
Das weibliche isländische Pendant des Namens ist Ólöf.

## Bekannte Namensträger
- Ólafur Arnalds (* 1986), isländischer Musiker
- Ólafur Björnsson (* 1992), isländischer Eishockeyspieler
- Ólafur Brynjúlfsson (18. Jahrhundert), isländischer lutherischer Geistlicher
- Ólafur Davíðsson (Biologe) (1862–1903), isländischer Biologe
- Ólafur Davíðsson (Diplomat) (* 1942), isländischer Diplomat
- Ólafur Egilsson (1564–1639), durch Piraten aus Island verschleppter evangelisch-lutherischer Pfarrer
- Ólafur Elíasson (* 1967), dänisch-isländischer Künstler
- Ólafur Gíslason (1691–1753), evangelisch-lutherischer Bischof von Skálholt im Süden von Island
- Ólafur Gottskálksson (* 1968), isländischer Fußballspieler
- Ólafur Ragnar Grímsson (* 1943), isländischer Präsident
- Ólafur Guðmundsson (* 1990), isländischer Handballspieler
- Ólafur Gunnarsson (* 1948), isländischer Autor
- Ólafur Þór Gunnarsson (Fußballspieler) (* 1977), ehemaliger isländischer Fußballnationalspieler
- Ólafur Þór Gunnarsson (Politiker) (* 1963), isländischer Politiker
- Ólafur Gústafsson (* 1989), isländischer Handballspieler
- Ólafur Ísleifsson (* 1955), isländischer Politiker der Zentrumspartei
- Ólafur Jóhannesson (Politiker) (1913–1984), isländischer Politiker (Fortschrittspartei)
- Ólafur Jóhannesson, bekannt als Olaf de Fleur (* 1975), isländischer Filmproduzent und -regisseur
- Ólafur Davíð Jóhannesson (* 1957), isländischer Fußballtrainer
- Ólafur H. Jónsson (* 1949), isländischer Handballspieler und -trainer
- Ólafur F. Magnússon (* 1952), isländischer Politiker, seit 2008 Bürgermeister von Reykjavík
- Ólafur Darri Ólafsson (* 1973), isländischer Schauspieler
- Ólafur Jóhann Ólafsson (* 1962), isländischer Autor
- Ólafur Eðvarð Rafnsson (1963–2013), isländischer Sportfunktionär und Basketballspieler
- Ólafur Bjarki Ragnarsson (* 1988), isländischer Handballspieler
- Ólafur Jóhann Sigurðsson (1918–1988), isländischer Schriftsteller
- Ólafur Haukur Símonarson (* 1947), isländischer Autor
- Ólafur Skúlason (Bischof) (1929–2008), isländischer Bischof
- Ólafur Ingi Skúlason (* 1983), isländischer Fußballspieler
- Ólafur Stefánsson (* 1973), isländischer Handballspieler
- Ólafur Thors (1892–1964), isländischer Politiker, fünfmaliger Premierminister von Island

Zwischenname
- Ágúst Ólafur Ágústsson (* 1977), isländischer Politiker der sozialdemokratischen Allianz